# Daisy mariée
Pour plus de détails, voir Fiche technique et Distribution.
Daisy mariée (titre original : Easy to Get) est un film américain réalisé par Walter Edwards et sorti en 1920.

## Synopsis
Milly et Bob Morehouse partent en train pour leur lune de miel, juste après leur cérémonie de mariage. Bob rencontre un vieil ami dans la voiture fumeur, qui fait plusieurs allusions à des succès de Bob auprès des femmes, qui sont entendus par la mariée. Milly descend du train à un arrêt dans la campagne et se dirige avec difficulté vers une station balnéaire voisine. Bob la suit frénétiquement, ayant de nombreuses aventures de son côté, jusqu'à ce qu'ils se retrouvent et se réconcilient.

## Fiche technique
- Titre original : Easy To Get
- Réalisation : Walter Edwards
- Scénario : Julia Crawford Ivers d'après une histoire de Mann Page et Izola Forrester[1]
- Producteur : Adolph Zukor, Jesse Lasky
- Photographie : Hal Young
- Genre :
- Distributeur : Paramount Pictures
- Durée : 50 minutes (5 bobines)[2]
- Date de sortie : 28 mars 1920

## Distribution

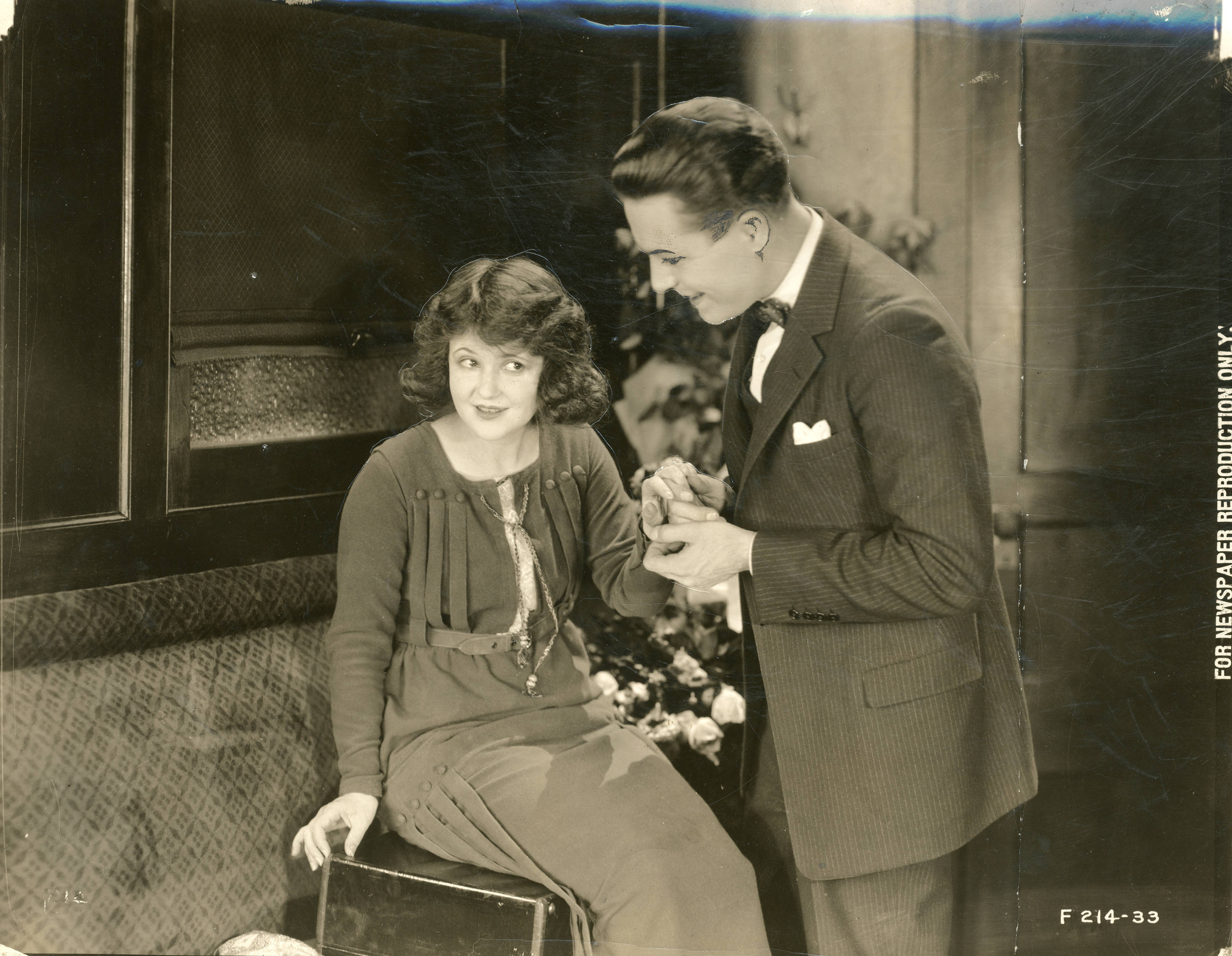
Un scène du film avec Marguerite Clark et Harrison Ford.

- Marguerite Clark : Milly Morehouse
- Harrison Ford : Bob Morehouse
- Rod La Rocque : Dick Elliott
- Helen Greene : Pauline Reid
- Herbert Barrington : Talbot Chase
- Kid Broad : Thaddeus Burr
- H. Van Beusen : Jim Tucker
- Julia Hurley : Marm Tucker
- Walter Jones : Sheriff Len Philips